# Nazionale maschile di pallavolo della Francia
La nazionale maschile di pallavolo della Francia è una squadra europea composta dai migliori giocatori di pallavolo della Francia ed è posta sotto l'egida della Federazione pallavolistica della Francia.

## Rosa
Segue la rosa dei giocatori convocati per i Giochi della XXXIII Olimpiade.
| N° | Nome                  | Ruolo | Data di nascita  | Squadra               |
| -- | --------------------- | ----- | ---------------- | --------------------- |
| 1  | Barthélémy Chinenyeze | C     | 28 febbraio 1998 | Lube                  |
| 2  | Jenia Grebennikov     | L     | 13 agosto 1990   | Zenit San Pietroburgo |
| 4  | Jean Patry            | O     | 27 dicembre 1996 | Jastrzębski Węgiel    |
| 6  | Benjamin Toniutti     | P     | 30 ottobre 1989  | Jastrzębski Węgiel    |
| 7  | Kévin Tillie          | S     | 2 novembre 1990  | Projekt Warszawa      |
| 9  | Earvin N'Gapeth       | S     | 12 febbraio 1991 | Halkbank              |
| 11 | Antoine Brizard       | P     | 22 maggio 1994   | You Energy            |
| 14 | Nicolas Le Goff       | C     | 15 febbraio 1992 | Montpellier           |
| 17 | Trévor Clévenot       | S     | 28 giugno 1994   | Warta Zawiercie       |
| 19 | Yacine Louati         | S     | 4 marzo 1992     | Asseco Resovia        |
| 21 | Théo Faure            | O     | 12 ottobre 1999  | Cisterna              |
| 23 | Timothée Carle        | S     | 30 novembre 1995 | Charlottenburg        |
| 25 | Quentin Jouffroy      | C     | 7 maggio 1993    | Plessis-Robinson      |

## Risultati

### Competizioni FIVB
| 1964 | non qualificata | -            |
| 1968 | non qualificata | -            |
| 1972 | non qualificata | -            |
| 1976 | non qualificata | -            |
| 1980 | non qualificata | -            |
| 1984 | non qualificata | -            |
| 1988 | 8º posto        | Convocazioni |
| 1992 | 11º posto       | Convocazioni |
| 1996 | non qualificata | -            |
| 2000 | non qualificata | -            |
| 2004 | 9º posto        | Convocazioni |
| 2008 | non qualificata | -            |
| 2012 | non qualificata | -            |
| 2016 | 9º posto        | Convocazioni |
| 2020 | 1º posto        | Convocazioni |
| 2024 | 1º posto        | Convocazioni |

| 1949 | 6º posto        | Convocazioni |
| 1952 | 6º posto        | Convocazioni |
| 1956 | 7º posto        | Convocazioni |
| 1960 | 9º posto        | Convocazioni |
| 1962 | non qualificata | -            |
| 1966 | 18º posto       | Convocazioni |
| 1970 | 17º posto       | Convocazioni |
| 1974 | 16º posto       | Convocazioni |
| 1978 | 15º posto       | Convocazioni |
| 1982 | 16º posto       | Convocazioni |
| 1986 | 6º posto        | Convocazioni |
| 1990 | 8º posto        | Convocazioni |
| 1994 | non qualificata | -            |
| 1998 | non qualificata | -            |
| 2002 | 3º posto        | Convocazioni |
| 2006 | 6º posto        | Convocazioni |
| 2010 | 11º posto       | Convocazioni |
| 2014 | 4º posto        | Convocazioni |
| 2018 | 7º posto        | Convocazioni |
| 2022 | 5º posto        | Convocazioni |

| 2018 | 2º posto | Convocazioni |
| 2019 | 5º posto | Convocazioni |
| 2021 | 3º posto | Convocazioni |
| 2022 | 1º posto | Convocazioni |
| 2023 | 8º posto | Convocazioni |
| 2024 | 1º posto | Convocazioni |
| 2025 | 5º posto | Convocazioni |

| 1965 | 11º posto       | Convocazioni |
| 1969 | non qualificata | -            |
| 1977 | non qualificata | -            |
| 1981 | non qualificata | -            |
| 1985 | non qualificata | -            |
| 1989 | non qualificata | -            |
| 1991 | non qualificata | -            |
| 1995 | non qualificata | -            |
| 1999 | non qualificata | -            |
| 2003 | 5º posto        | Convocazioni |
| 2007 | non qualificata | -            |
| 2011 | non qualificata | -            |
| 2015 | non qualificata | -            |
| 2019 | non qualificata | -            |
| 2023 | non qualificata | -            |

### Competizioni CEV
| 1948 | 2º posto        | Convocazioni |
| 1950 | non qualificata | -            |
| 1951 | 3º posto        | Convocazioni |
| 1955 | 8º posto        | Convocazioni |
| 1958 | 8º posto        | Convocazioni |
| 1963 | 8º posto        | Convocazioni |
| 1967 | 10º posto       | Convocazioni |
| 1971 | 14º posto       | Convocazioni |
| 1975 | 8º posto        | Convocazioni |
| 1977 | 10º posto       | Convocazioni |
| 1979 | 4º posto        | Convocazioni |
| 1981 | 8º posto        | Convocazioni |
| 1983 | 12º posto       | Convocazioni |
| 1985 | 3º posto        | Convocazioni |
| 1987 | 2º posto        | Convocazioni |
| 1989 | 5º posto        | Convocazioni |
| 1991 | 9º posto        | Convocazioni |
| 1993 | 9º posto        | Convocazioni |
| 1995 | non qualificata | -            |
| 1997 | 4º posto        | Convocazioni |
| 1999 | 6º posto        | Convocazioni |
| 2001 | 7º posto        | Convocazioni |
| 2003 | 2º posto        | Convocazioni |
| 2005 | 7º posto        | Convocazioni |
| 2007 | 9º posto        | Convocazioni |
| 2009 | 2º posto        | Convocazioni |
| 2011 | 7º posto        | Convocazioni |
| 2013 | 5º posto        | Convocazioni |
| 2015 | 1º posto        | Convocazioni |
| 2017 | 9º posto        | Convocazioni |
| 2019 | 4º posto        | Convocazioni |
| 2021 | 9º posto        | Convocazioni |
| 2023 | 4º posto        | Convocazioni |

### Competizioni zonali
| 2015 | 5º posto | Convocazioni |

### Competizioni estinte
| 1990 | 5º posto        | Convocazioni |
| 1991 | 9º posto        | Convocazioni |
| 1992 | 11º posto       | Convocazioni |
| 1993 | non qualificata | -            |
| 1994 | non qualificata | -            |
| 1995 | non qualificata | -            |
| 1996 | non qualificata | -            |
| 1997 | non qualificata | -            |
| 1998 | non qualificata | -            |
| 1999 | 7º posto        | Convocazioni |
| 2000 | 7º posto        | Convocazioni |
| 2001 | 5º posto        | Convocazioni |
| 2002 | 7º posto        | Convocazioni |
| 2003 | 10º posto       | Convocazioni |
| 2004 | 5º posto        | Convocazioni |
| 2005 | 10º posto       | Convocazioni |
| 2006 | 2º posto        | Convocazioni |
| 2007 | 6º posto        | Convocazioni |
| 2008 | 10º posto       | Convocazioni |
| 2009 | 9º posto        | Convocazioni |
| 2010 | 12º posto       | Convocazioni |
| 2011 | 12º posto       | Convocazioni |
| 2012 | 7º posto        | Convocazioni |
| 2013 | 10º posto       | Convocazioni |
| 2014 | 10º posto       | Convocazioni |
| 2015 | 1º posto        | Convocazioni |
| 2016 | 3º posto        | Convocazioni |
| 2017 | 1º posto        | Convocazioni |

| 1993 | non qualificata | -            |
| 1997 | non qualificata | -            |
| 2001 | non qualificata | -            |
| 2005 | non qualificata | -            |
| 2009 | non qualificata | -            |
| 2013 | non qualificata | -            |
| 2017 | 5º posto        | Convocazioni |